# Отте Браге
Отте Браге (дан. Otte Thygesen Brahe, 1518—1571) — державний діяч Данії.

## Життєпис
Народився в замку Тостеруп (нині — Швеція) в родині Тихо Алексена Браге (пом. 1523) і Софії Руд, в 1544 році одружився з Беатою Білле. Сім'ї Браге і Біллі належали до числа найдавніших і впливових дворянських родів Данії. Під керівництвом Отте був зведений фамільний замок в Кнудстурпі (нині — Швеція), будівництво завершено в 1550 році. У Отте і його дружини народилося 12 дітей, з яких вижили вісім. Першою дитиною була дочка Лізбет, померла в дитинстві. 14 грудня 1546 року у Беати народилися близнюки, один з яких незабаром помер, а другий вижив і отримав на честь діда ім'я Тихо. Згодом він став знаменитим астрономом.
Отте Браге не заохочував прагнення дітей до знань, вважаючи це марною тратою часу. Замість цього він навчав дітей військовому мистецтву, верховій їзді, фехтуванню. Отте Браге був радником данського короля Фредеріка II, членом ріксрода. В кінці життя був призначений губернатором замку Хельсінгборг (ймовірно, завдяки впливу міністра фінансів Педера Оксе). В кінці 1570 року Отте Браге тяжко захворів і помер в травні 1571 року.
Його спадок включав в себе більше 500 ферм, 60 особняків, 14 млинів, фамільний замок Кнудстурп, садиби і вдома в Копенгагені. Через розмір спадщини майнові суперечки між спадкоємцями не були врегульовані до 1574 року.